# Fokker D.II
O Fokker D.II foi um caça biplano alemão da Primeira Guerra Mundial. Era um caça monoposto desenvolvido antes do Fokker D.I. 

## Projeto e desenvolvimento
O Fokker D.II foi baseado no protótipo M.17, com asas não escalonadas de baia única e uma fuselagem maior e envergadura mais curta do que os D.II de produção. Usando um motor Oberursel U.I de 100 hp (75 kW), o D.II tinha pouca potência, embora a única metralhadora lMG 08 de 7,92 mm (.312") fosse normal para 1916. O Exército Alemão comprou 177 unidades.

## Histórico operacional
Em serviço, o D.II provou ser um pouco melhor do que os primeiros caças Fokker Eindecker - em particular, foi superado pelos Nieuport 11 e 17. Alguns exemplares foram usados pelos "Kampfeinsitzerkommandos" e os primeiros "Jagdstaffeln" ao lado do Halberstadt D.II mas os primeiros biplanos Fokker foram rapidamente descartados quando os novos caças Albatros foram lançados.

## Operadores
Império Alemão
- "Luftstreitkräfte"

 Holanda
- "Koninklijke Marine"

  Suíça
- Schweizer Luftwaffe

## Especificações (D.II)
Descrições gerais
- Tripulação: 1 piloto
- Comprimento: 6,40 m (21 ft)
- Envergadura: 8,75 m (29 ft)
- Altura: 2,55 m (8,4 ft)
- Área alar: 18 m² (194 ft²)
- Peso vazio: 384 kg (847 lb)
- Peso bruto (carregado): 575 kg (1 270 lb)

Motorização
- Número de motores: 1x
- Tipo do motor: Oberursel U.I giratório, de 9 cilindros refrigerado a ar
- Potência por motor: 100 hp (74,6 kW)
- Descrição do propulsor/hélice: hélice de passo fixo de duas pás

Performance
- Velocidade máxima: 150 km/h (93,2 mph)
- Alcance: 200 km (124 mi)
- Razão de subida: 4.2 m/s
- Tecto de serviço: 4 000 m (13 100 ft)
- Carga alar: 31 kg/m²

Armamentos
- Metralhadoras/canhões: 1 metralhadora "lMG 08" de 7,92 mm (.312") de disparo frontal